# عادل جمال
عادل جمال (1 يناير 1993 - ) هو لاعب كرة قدم إماراتي من مواليد السعودية يلعب في مركز الوسط .

## المسيرة الإحترافية
مثل نادي العين الإماراتي في الفئات السنية ونادي سانتا كلارا البرتغالي ووقع مع نادي الشارقة في عام 2018 و انتقل إلى نادي خورفكان مطلع عام 2019 .